# Avi Rikan
Avi Rikan (ou Reikan) (en hébreu : אבי ריקן), né le 10 septembre 1988 à Ma'aleh Adumim en Israël, est un footballeur international israélien qui évolue au poste de milieu défensif. 

## Biographie

### Carrière
Avi Rikan est formé au Beitar Jérusalem, mais avec un temps de jeu presque néant (seulement 1 match entre 2006 et 2007), il est prêté au Maccabi Herzliya pour un an puis à l'Hapoël Petah-Tikvah lors de la saison 2008/2009.
À son retour de prêt, il devient peu à peu l'un des éléments-clé du dispositif du Beitar. Après quatre saisons et 120 matchs sous les couleurs du Beitar Jérusalem.
En 2013, il quitte son pays natal et rejoint l'équipe suisse du FC Zurich.

### Équipe nationale
Avi Rikan a eu 14 apparitions en Israël espoirs entre 2007 et 2010. 
Il est convoqué pour la première fois par le sélectionneur national Eli Guttman pour un match amical face à la Finlande le 6 février 2013. Il est remplacé à la 86e minute de jeu par Gal Shish (victoire 2-1).
Il compte cinq sélections et zéro but avec l'équipe d'Israël entre 2013 et 2015.

## Palmarès
- Avec le Beitar Jérusalem :
  - Vainqueur du Championnat d'Israël de football en 2007.
  - Vainqueur de la Toto Cup en 2010.

- Avec le FC Zurich :
  - Vainqueur de la Coupe de Suisse de football en 2014.

## Statistiques

### Statistiques en club
| Saison                | Club                  | Championnat           | Championnat | Championnat | Coupe nationale | Coupe nationale | Coupe de la Ligue | Coupe de la Ligue | Compétition(s) continentale(s) | Compétition(s) continentale(s) | Compétition(s) continentale(s) | Israël | Israël | Total | Total |
| Saison                | Club                  | Division              | M.          | B.          | M.              | B.              | M.                | B.                | Comp.                          | M.                             | B.                             | M.     | B.     | M.    | B.    |
| 2005 - 2006           | Beitar Jérusalem      | Ligat HaAl            | 1           | 0           | -               | -               | -                 | -                 | -                              | -                              | -                              | -      | -      | 1     | 0     |
| 2006 - 2007           | Beitar Jérusalem      | Ligat HaAl            | -           | -           | -               | -               | -                 | -                 | -                              | -                              | -                              | -      | -      | 0     | 0     |
| 2007 - 2008           | Maccabi Herzliya      | Ligat HaAl            | 8           | 2           | -               | -               | -                 | -                 | -                              | -                              | -                              | -      | -      | 8     | 2     |
| 2008 - 2009           | Hapoël Petah-Tikvah   | Ligat HaAl            | 30          | 1           | 2               | 0               | 6                 | 0                 | -                              | -                              | -                              | -      | -      | 38    | 1     |
| 2009 - 2010           | Beitar Jérusalem      | Ligat HaAl            | 28          | 1           | 3               | 0               | 8                 | 0                 | -                              | -                              | -                              | -      | -      | 39    | 1     |
| 2010 - 2011           | Beitar Jérusalem      | Ligat HaAl            | 29          | 0           | 2               | 0               | 2                 | 0                 | -                              | -                              | -                              | -      | -      | 33    | 0     |
| 2011 - 2012           | Beitar Jérusalem      | Ligat HaAl            | 32          | 3           | -               | -               | 3                 | 0                 | -                              | -                              | -                              | -      | -      | 35    | 3     |
| 2012 - 2013           | Beitar Jérusalem      | Ligat HaAl            | 31          | 11          | 2               | 0               | 4                 | 0                 | -                              | -                              | -                              | 2      | 0      | 39    | 11    |
| 2013 - 2014           | FC Zurich             | Super League          | 28          | 6           | 4               | 2               | -                 | -                 | C3                             | 2                              | 0                              | 1      | 0      | 35    | 8     |
| 2014 - 2015           | FC Zurich             | Super League          | 21          | 4           | 1               | 0               | -                 | -                 | C3                             | 4                              | 1                              | -      | -      | 26    | 5     |
| Total sur la carrière | Total sur la carrière | Total sur la carrière | 208         | 28          | 14              | 2               | 23                | 0                 | -                              | 6                              | 1                              | 3      | 0      | 254   | 31    |